# 府城关帝庙
泽州关帝庙，位于山西省晋城市泽州县城北10公里处的金村镇府城村，是一座清代古建筑。
1996年1月12日，公布为山西省文物保护单位，编号3-138。2013年5月公布为第七批全国重点文物保护单位，编号7-0904-3-202。